# دهستان ارسی
دهستان ارسی یکی از دهستان‌های استان آذربایجان شرقی است که در بخش مرکزی شهرستان جلفا واقع شده است.
اهالی این روستا، عمدتاً باغدار هستند. اما مهاجرین از این روستا که در مرند و تبریز و تهران ساکن هستند بیشتر بخاطر فعالیتهای درودگری و سایر صنایع چوبی معروف هستند. مسجد بزرگ این روستا حدوداً در سال ۱۳۸۷ خورشیدی تکمیل شد.
با ادامه‌ دادن مسیر عبور رودخانه از وسط دهستان ارسی، به کوهی با نام قانی داغ خواهید رسید و پس از آن در انتهای مسیر به منطقهٔ سرسبز و پرآبی موسوم به ماهاران خواهید رسید.
از جاذبه های روستای ارسی می توان به باغات سرسبز چشمه های فراوان  و آب و هوای معتدل و بسیار دلپذیر و همچنین دارای درخت چنار با قدمت ۱۲۰۰ ساله اشاره نمود.
رییس سازمان میراث فرهنگی، صنایع دستی و گردشگری آذربایجان شرقی از ثبت ملی چنار ۱۲۰۰ ساله روستای ارسی جلفا خبر داد. به گزارش خبرگزاری برنا از تبریز، تراب محمدی با بیان این مطلب افزود: این چنار كهنسال ارسی با ارتفاع 15 متر، دارای تنه عظیمی با ارتفاع پنج متر بوده و از میان به وسعت پنج متر مربع توخالی است.

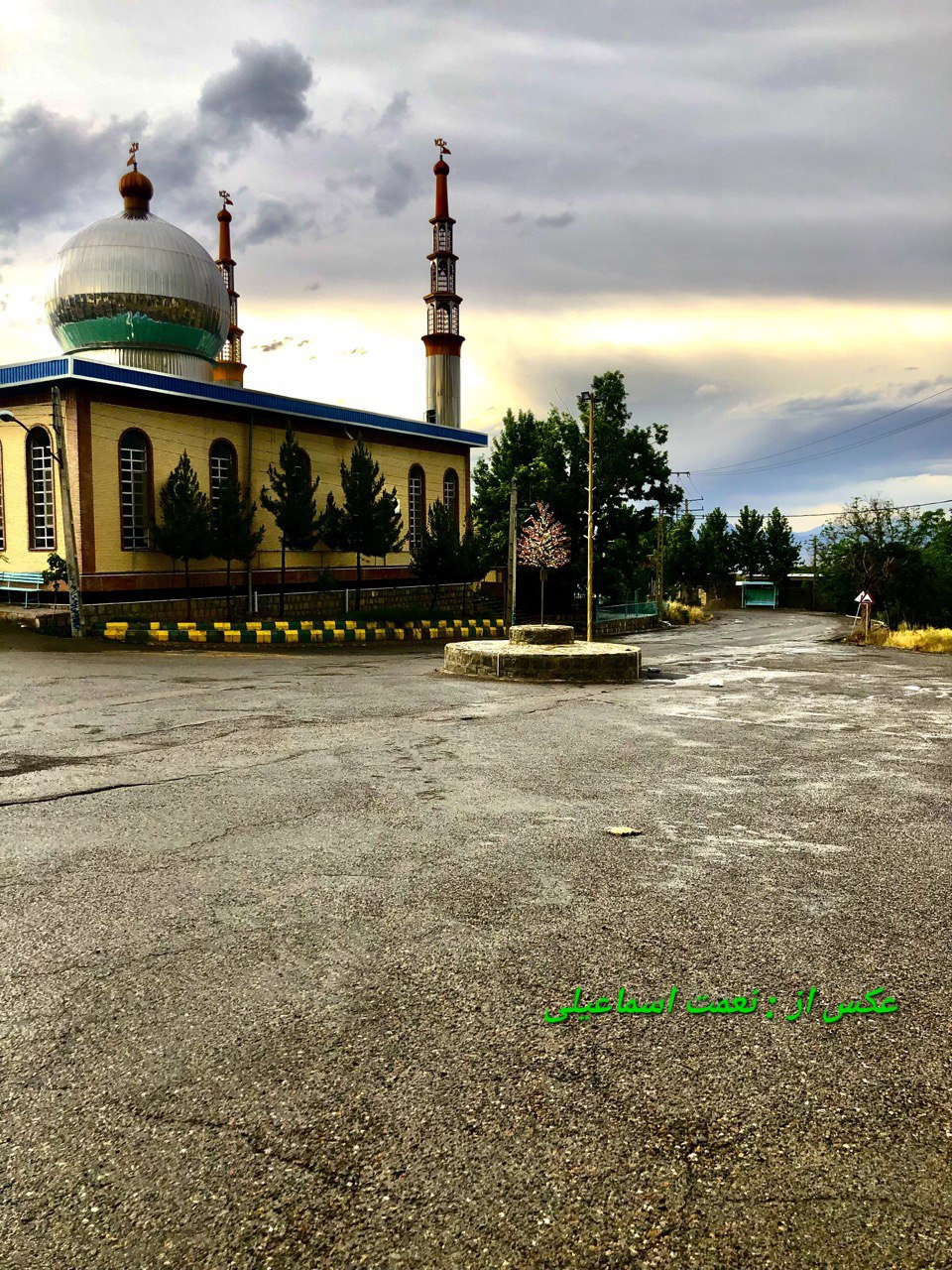
مسجد ارسی